# Stikstofproblematiek

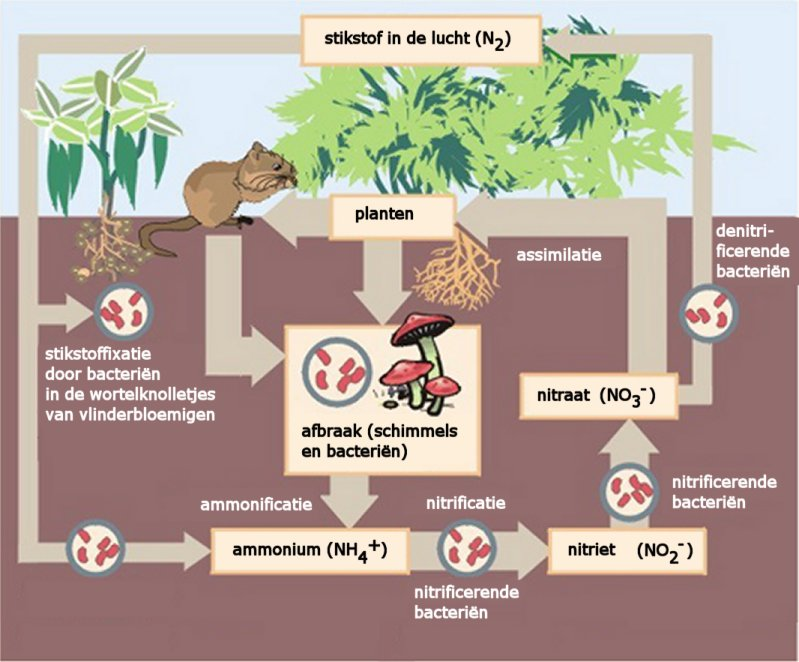
De stikstofkringloop

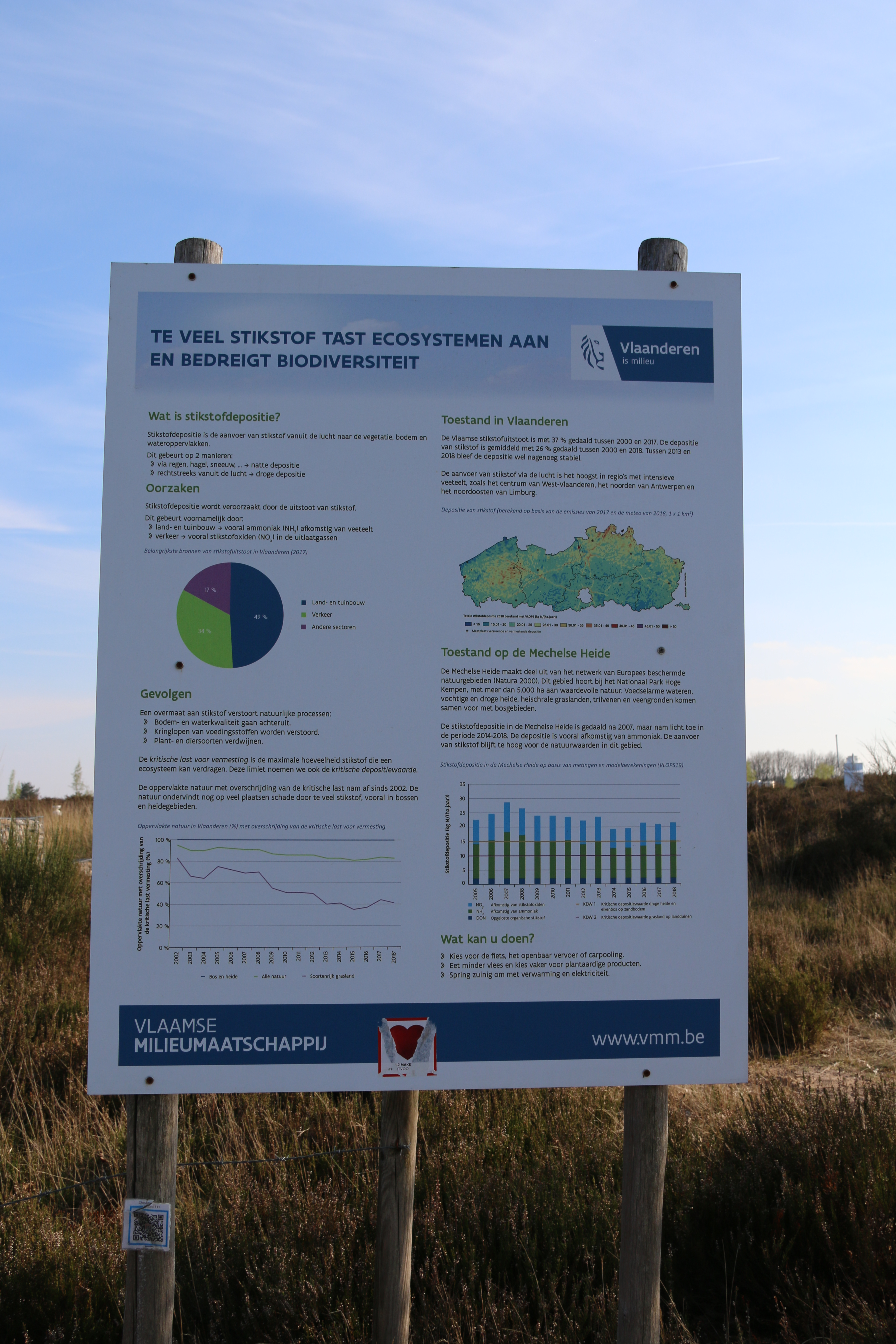
Infobord over stikstofproblematiek in Vlaanderen (Mechelse Heide, Nationaal Park Hoge Kempen)

Stikstofproblematiek is de schadelijke, door menselijk toedoen veroorzaakte uitstoot van reactieve stikstofverbindingen, zoals stikstofoxiden en ammoniak. Overmatige uitstoot van deze stikstofverbindingen (of kortweg 'stikstof') leidt tot stikstofdepositie in ecosystemen, waardoor eutrofiëring en vervuiling van oppervlaktewater en bodem kan optreden. De stikstofproblematiek is onderdeel van de bredere milieuproblematiek.

## Stikstofkringloop tussen bodem en atmosfeer
Stikstofverbindingen, met name nitraat, zijn van cruciaal belang voor het leven op aarde, omdat stikstof nodig is voor de vorming van eiwitten door autotrofe organismen, dat zijn de landplanten en de algen, die aan het begin van alle voedselketens staan. 
De stikstofkringloop is een van de belangrijkste nutriëntencycli binnen ecosystemen. Planten nemen stikstofverbindingen, opgelost in het bodemvocht op. Wanneer planten afsterven of hun bladeren laten vallen, komen de plantaardige eiwitten in de bodem terecht, waar reducenten (zoals bacteriën, schimmels) ze afbreken tot nitraat. Een gedeelte van het nitraat wordt weer door plantenwortels opgenomen, een ander deel wordt door denitrificerende bacteriën verder afgebroken tot distikstof (stikstofgas), dat in de atmosfeer verdwijnt.  

## Uitstoot stikstofverbindingen door menselijke activiteit

### Landbouw
Landbouwactiviteiten kunnen door (overmatig) gebruik van meststoffen het evenwicht van de stikstofkringloop in een ecosysteem verstoren. Dit kan leiden tot waterverontreiniging en eutrofiëring, en tot verzuring van de bodem.
Tussen 1600 en 1990 nam op wereldschaal de stikstofuitstoot door menselijke activiteit toe met bijna 50%. De oorzaak was de toegenomen veeteelt en het gebruik van de geproduceerde stalmest, waardoor extra nitraat en ammoniak in de bodem terechtkwamen.

### Industrie en verkeer
Industrialisatie en grootschalig gebruik van verbrandingsmotoren, die bij hoge temperaturen werken, leidden vanaf begin 20ste eeuw tot de uitstoot van grote hoeveelheden van verschillende soorten stikstofoxides (NOx). Dit leidde tot een toename van de concentratie van reactieve stikstofverbindingen in de natuur met 250%, en tot een toename van de neerslag op ecosystemen in zee en op land met ruim 200%.
De beschreven historische veranderingen hebben grote gevolgen gehad voor ecosystemen in de buurt van menselijke bewoning. Een teveel aan stikstof heeft tot gevolg dat snelgroeiende planten en algen gaan overheersen boven planten of waterorganismen die minder stikstof nodig hebben.

## Gevolgen van hoge concentraties stikstof in de bodem
Stikstofgas (N2) maakt ongeveer 78% van atmosfeer uit en is onschadelijk voor organismen. Bij verbrandingsprocessen in (auto)motoren en industrie ontstaan echter verbindingen met stikstof die wel schadelijk kunnen zijn, met name de al in lage concentraties giftige stikstofoxiden (NOx). Door bliksem kan ook NO ontstaan; de hoeveelheid die daarbij ontstaat is echter verwaarloosbaar vergeleken met de antropogene bronnen. Bij veeteelt wordt stikstof uitgestoten in de vorm van ammoniak, een kleurloos gas.
Stikstofverbindingen zijn van nature schaars in de bodem, maar zijn belangrijk voor de groei van gewassen. Bij stikstofgebrek groeien gewassen minder goed en krijgen ze vaak gele bladeren (chlorose). Kunstmest, bedoeld om de gewassen beter en sneller te laten groeien, bevat dan ook stikstofverbindingen. Dat kan zijn op basis van nitraat en ammoniak zoals NH4NO3 (ammoniumnitraat), NH4H2PO4 (ammoniumdiwaterstoffosfaat) of (NH4)2HPO4, (ammoniumwaterstoffosfaat).
Wanneer kunstmest ruim wordt ingezet, raken de bodem en het grondwater verrijkt met stikstof, waardoor gevoelige planten die het goed doen op een voedselarme bodem het verliezen van planten die het goed doen op een voedselrijke bodem, zoals brandnetels, grassen en braamstruiken. In waterlichamen veroorzaakt een teveel aan stikstof algenbloei of massale groei van kroos, wat kan leiden tot een gebrek aan zuurstof of tot een lichtgebrek in het water. Dit proces is het gevolg van eutrofiëring.
In gebieden die van nature zeer arm zijn aan stikstof, zoals heidevelden, groeien planten die specifiek aan die lage stikstofconcentraties zijn aangepast. Sommige planten leven samen met bodembacteriën, die in de stikstofwortelknolletjes stikstofverbindingen vormen uit de stikstof in de atmosfeer, zodat de plant kan groeien.
Als het stikstofgehalte in de bodem stijgt, gaan de snel groeiende, nitrofiele, concurrentiekrachtige planten de langzaam groeiende planten verdringen. Dieren die van de langzaam groeiende planten leven, zoals bepaalde insecten, gaan dan ook achteruit. Dit kan gevolgen hebben voor de vogels en andere insecteneters. Te grote neerslag van stikstof in de bodem heeft dus negatieve gevolgen voor de biodiversiteit.
Wanneer stikstofoxiden in de bodem terechtkomen, kan de bodem daarbij ook verzuren. De stikstofoxiden verbinden zich met water zodat salpeterzuur (HNO3) ontstaat. Een van de gevolgen van dit zuur is dat het aanwezige kalk oplost en uitspoelt. Ook voor een hoge zuurgraad  in de bodem (lage pH) geldt dat de ene plantensoort daar beter tegen bestand is dan de andere. Naast stikstofverbindingen kunnen ook andere stoffen, zoals zwaveldioxide, zure regen veroorzaken.

## Gevolgen van hoge concentraties stikstof in zoet oppervlaktewater
Net zoals het geval is voor de bodem, heeft de beschreven historische verandering grote gevolgen gehad voor waterecosystemen. Het teveel aan stikstof heeft tot gevolg dat snelgroeiende algen gaan overheersen boven waterorganismen die minder stikstof nodig hebben. De verzuring die kan optreden kan daarbij leiden tot directe vissterfte van vissen die gevoelig zijn voor de zuurgraad.
In 2010 werden in ongeveer 33% van de meetstations in Europese rivieren en meren tekenen van eutrofiëring waargenomen.

## Gevolgen van hoge concentraties stikstof in zeewater
Stikstofverbindingen in zeewater hebben twee effecten: door de groei van planten en algen in zee, die van nature arm is aan stikstof, kan een toename van de visproductie optreden, en een te hoge stikstofconcentratie kan er ook toe leiden dat algenbloei optreedt. Dat heeft weer tot gevolg dat de zuurstofconcentratie in het zeewater daalt en de vis sterft.

## Gezondheidsaspecten van reactieve stikstof voor de mens
Teveel nitraat in het drinkwater heeft gezondheidseffecten. Nitraat op zich is niet schadelijk, maar nitraat wordt in het lichaam omgezet in nitriet en nitrosaminen. Deze stoffen kunnen bloedarmoede, blauwzucht en vergroting van de schildklier veroorzaken. Het mechanisme daarbij is dat nitriet reageert met het ijzer in hemoglobine waardoor er te weinig zuurstof wordt opgenomen. Dit kan leiden tot de blauwe babyziekte.
Met name baby's zijn dus gevoelig voor nitraat, en kunnen het binnenkrijgen door flesvoeding. In Europa bestaat in 2019 een wettelijke norm voor nitraat in drinkwater. De concentratie mag niet hoger zijn dan 50 mg/l. De aanvaardbare dagelijkse inname van nitraat is 3,65 mg/kg lichaamsgewicht per dag. Overigens komen nitraten ook soms in hoge concentratie voor in bepaalde groenten, zoals spinazie, postelein en selderij.
Stikstofmonoxide (NO) in de atmosfeer is niet schadelijk voor mensen, maar het wordt onder invloed van zuurstof en ozon omgezet in stikstofdioxide (NO2), dat wel schadelijk is. NO2 heeft geen ondergrens voor de schadelijkheid. Stikstofdioxide kan ontstekingen in de longen veroorzaken en irritatie van de ogen, keel en neus. Het kan ook patiënten met astma nadelig beïnvloeden. Ook hart- en vaatziekten kunnen het gevolg zijn van blootstelling aan NO2.
In de praktijk zijn ammoniakconcentraties in de buitenlucht niet voldoende hoog om tot problemen te leiden.

## Maatregelen tegen stikstof in Europa

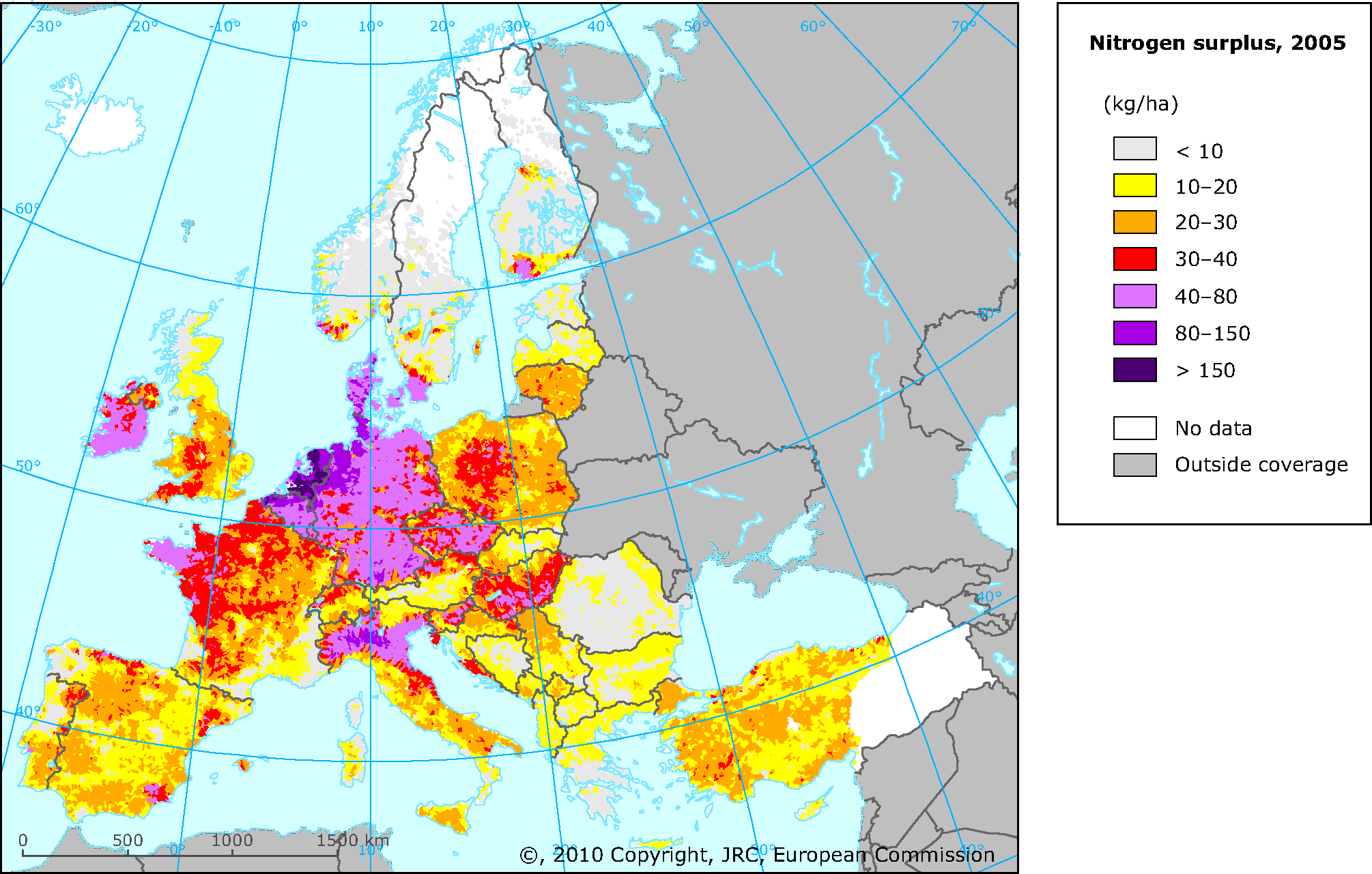
Geschat stikstofoverschot (het verschil tussen anorganische en organische bemesting, atmosferische depositie, fixatie en opname door gewassen) in Europa (2005).

In Europa werd in 1991 een Europese richtlijn vastgesteld om met name het nitraat in bodem en grondwater te verminderen. In de Nitraatrichtlijn wordt onder andere een maximum van 170 kilogram mest per hectare voorgeschreven. De Europese Commissie startte in 1997 juridische procedures tegen dertien landen binnen de toenmalige EU omdat zij niet voldeden aan deze Nitraatrichtlijn. Alleen Zweden en Oostenrijk hielden zich op dat moment aan de voorschriften.
Voor stikstofdioxide in de lucht heeft de EU grenswaarden en alarmdrempels opgesteld (Europese richtlijn 2008/50/EG).
Grenswaarde voor de bescherming van de gezondheid
- Blootstelling gedurende 1 uur: maximaal 200 microgram per kubieke meter (een grens die maximaal 18 keer per jaar overschreden mag worden)
- Blootstelling gedurende 1 jaar: 40 microgram per kubieke meter

Alarmdrempel
- Blootstelling gedurende 3 opeenvolgende uren: maximaal 400 microgram per kubieke meter

### Nederland
In 1999 bleek dat het Nederlandse nitraatbeleid in strijd was met de Europese Nitraatrichtlijn. Om aan dit beleid te voldoen introduceerde minister Laurens Jan Brinkhorst voor de landbouw een systeem van mestafzetcontracten. Dat was een verplichte koppeling van de toegestane mestproductie aan de mestafzetmogelijkheden van het bedrijf.
In Nederland ontstond in 2019 een acute stikstofcrisis toen de Raad van State op grond van Europese milieuwetgeving vele projecten stillegde. Deze crisis was juridisch van aard, er was geen plotselinge verhoging van de stikstofuitstoot. Door de crisis konden op korte termijn 18.000 projecten niet doorgaan.
De stikstofnormen in de lucht (NO2) worden in Nederland op enkele locaties van jaar tot jaar overschreden. Het gaat daarbij sinds 2015 om ca. 10 wegen in drukke stadscentra.

### Vlaanderen
In Vlaanderen zat 80% van de beschermde Natura 2000-natuurgebieden anno 2021 onder een te hoge stikstofdruk. Sommige gebieden krijgen 3 tot 5 keer meer te verwerken dan hun kritische depositiewaarde.
België spant de kroon als Europese stikstofhotspot. De 47 beschermde habitattypes die in Vlaanderen voorkomen (zoals heide of schraal grasland) moeten van Europa tegen 2050 in goede staat van instandhouding zijn, maar anno 2021 geldt dit maar voor drie habitattypes. Uit cijfers van het Europees Milieuagentschap blijkt dat anno 2021 geen Europees land het slechter deed. Milieuorganisaties spreken dan ook van een ‘ecologische ramp’.
De Vlaamse landbouw en industrie zorgen in 2020 voor een jaarlijkse stikstofdepositie van 23,8 kg per ha. Het grootste deel is afkomstig van ammoniak, hoofdzakelijk uit de veeteelt. Volgens de Vlaamse Milieumaatschappij is deze emissie tussen 2000 en 2018 gedaald van 47.100 naar 36.585 ton stikstof per jaar, de laatste jaren is de uitstoot gestabiliseerd. De rest van de stikstofdepositie wordt veroorzaakt door stikstofoxiden (NOx), veroorzaakt door de industrie en dieselmotoren. De uitstoot is sinds 2000 gehalveerd en blijft sterk dalen.
In mei 2021 legde Vlaams minister van Omgeving Zuhal Demir (N-VA) een tijdelijke regeling op tafel, het zogenaamde stikstofakkoord. De regeringspartij CD&V, die zich traditioneel richt naar de boeren, had moeite met deze regeling, en vond de regels om een vergunning te krijgen voor de landbouw te streng in vergelijking met de regels voor de industrie. Dit leidde tot een ongeziene regeringscrisis in de Vlaamse regering.
Op 3 maart 2023 trokken boeren met meer dan 2.000 tractoren naar Brussel om te protesteren tegen de stikstofplannen.
Op 14 november 2023 stelde de Vlaamse regering een nieuwe versie van het stikstofakkoord voor. Deze versoepelde de regels voor zogenaamde "rode bedrijven"  waarvan veel stikstof neerslaat in nabijgelegen natuurgebieden. Deze moeten niet meer automatisch dicht. De drempels blijven strenger voor de landbouw dan voor de industrie.
Eind augustus 2024 stuurde het Instituut voor Natuur- en Bosonderzoek (INBO) een nieuw beleidsadvies aan het departement Omgeving, waaruit bleek dat ruim de helft van de Vlaamse natuurtypes, zoals bossen, duinen of weilanden, nog minder stikstof aankunnen dan het Stikstofdecreet voorzag. Het advies werd tijdens de onderhandelingen voor de regering-Diependaele in september 2024 echter genegeerd, volgens onthullingen van de nieuwssite Apache.

### Duitsland
In 2016 bleek dat het Duitse grondwater te veel nitraat bevat. Vooral in de noordelijke deelstaten, waar relatief veel intensieve veehouderij is, trad een overschrijding van een Europese norm op, die 50 milligram nitraat per liter bedraagt.